# Stad en Lande (zuivelfabriek)
De Coöperatieve Stoomzuivelfabriek en Melkinrichting 'Stad en Lande' is een voormalige zuivelfabriek aan de Noorderhaven in de stad Groningen. De fabriek werd als coöperatie opgericht in 1907, en maakte na een faillissement in 1923 een 'doorstart' als De Ommelanden op een locatie aan de Friesestraatweg.

## Beschrijving

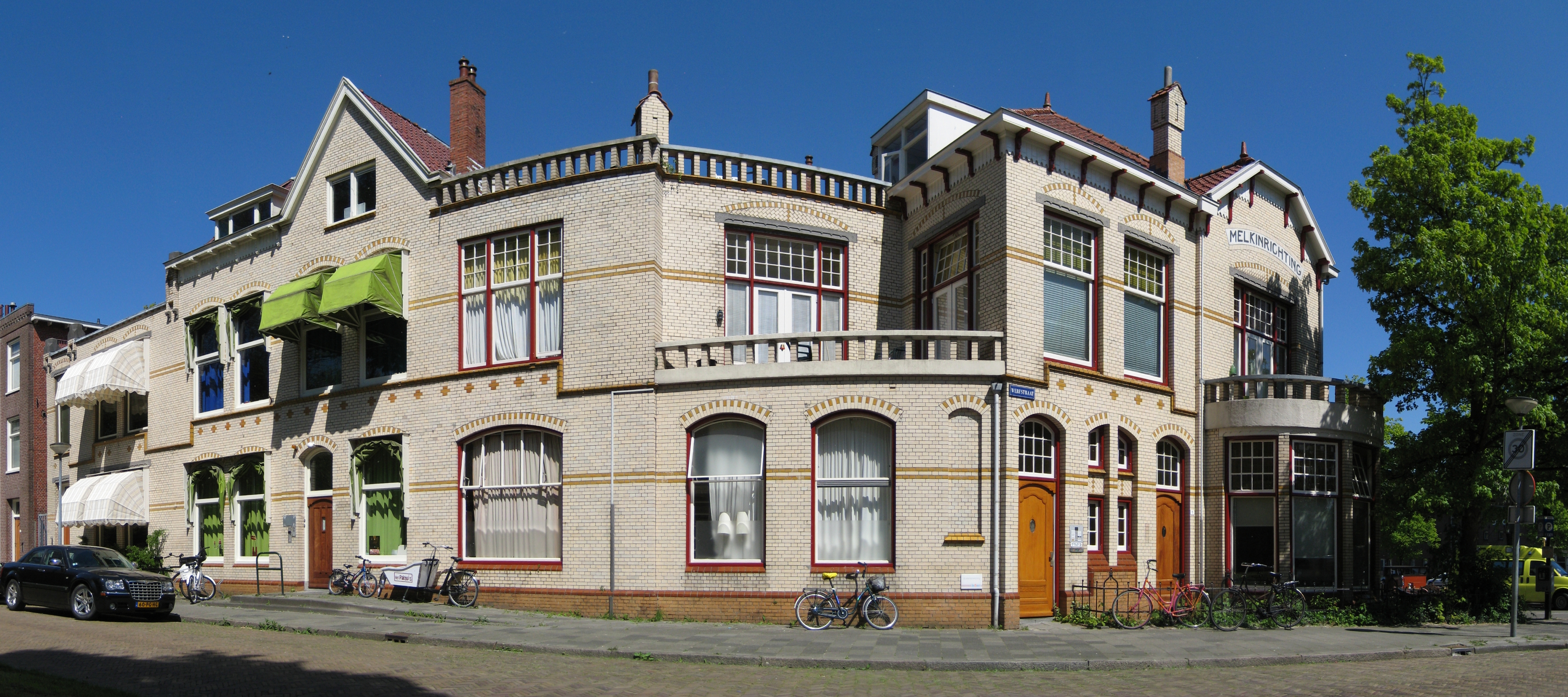
De voormalige zuivelfabriek 'Stad en Lande' aan de zijde van de Werfstraat (2010)

De zuivelfabriek 'Stad en Lande', die zich bevindt op de noordwesthoek van de Noorderhaven, aan het begin van de Werfstraat, werd in 1909 gebouwd. Het ontwerp was van de Groninger architect Gerrit Nijhuis (1860-1940).
Het pand heeft een driehoekige grondvorm en bestaat uit twee vleugels van twee bouwlagen, die evenwijdig aan de straten lopen. Tussen de beide vleugels dient een lager gedeelte als overgang. De fabriek heeft een samengesteld dak met rode geglazuurde dakpannen, dat is voorzien van wolfseinden en keramische pironnen op de hoeken. De gevels van het pand zijn gebouwd in witte verblendsteen en versierd met twee rijen geglazuurde gele stenen. De plinten zijn opgetrokken uit okerkleurige perssteen. Ze worden afgedekt met bruine profielsteen.
Aan de zijde van de Noorderhaven heeft de fabriek een risalerend middengedeelte met een topgevel met wolfseind. Rechts daarvan bevindt zich de ingangspartij. In deze gevel zijn twee tegeltableaus in art-nouveaustijl aangebracht, waarop een melkmeisje met juk en een weide met grazende koeien zijn te zien. De vensters op de begane grond liggen in diepe nissen. Op de bovenverdieping zijn ze afgedekt met natuurstenen lateien en segmentbogen met maaswerk in de boogtrommels. De gevel is afgesloten door een bakgoot, die rust op een getande band van consoles en parelschroten. Daarboven bevindt zich een natuurstenen balustrade. De vensters en deuren aan de zijde van de Werfstraat zijn alle segmentvormig gesloten.
De zuivelfabriek, die mede "vanwege zijn betekenis voor de economische geschiedenis van de stad Groningen" is aangewezen als rijksmonument, is in gebruik voor studentenhuisvesting.

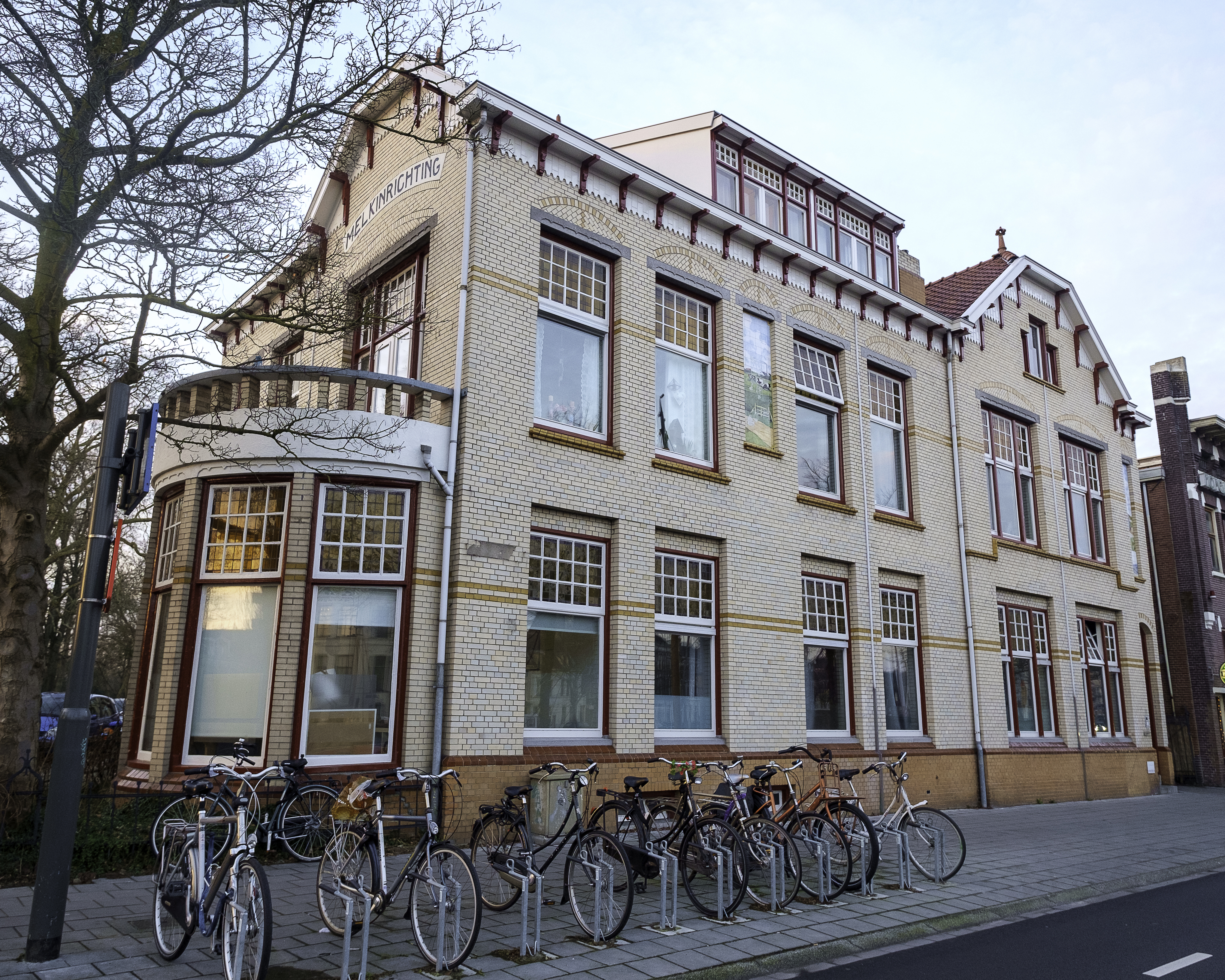
Stad en Lande vanaf de Noorderhaven gezien